# Фердинанд Карл (Габсбург-Эсте)
Фердинанд Карл Виктор фон Габсбург-Эсте (нем. Ferdinand Karl Victor von Österreich-Este; 20 июля 1821, Модена, Моденское герцогство, — 15 декабря 1849, Брюнн, Австрийская империя) — австрийский эрцгерцог и принц Моденского герцогства.

## Биография
Фердинанд Карл был вторым сыном герцога Модены Франческо IV (1779—1846) и его супруги Марии Беатриче Савойской (1792—1840), дочери короля Сардинии и Пьемонта Виктора-Эммануила I. Выполнял особые дипломатические поручения — так, Фердинанд Карл был направлен почётным послом в Берлин, ко двору короля Пруссии с особым поручением, сообщить о восшествии на престол императора Австрии Франца Иосифа I. Поступив на австрийскую военную службу, принц участвовал в боевых действиях в Венгрии и в Италии, и получил воинские звания генерал-майора и фельдмаршал-лейтенанта. Он снарядил и был командующим 26-го императорского пехотного полка. В то время, когда его полк размещался в Брно, вследствие многочисленных тяжёлых заболеваний и смертности среди солдат Фердинанд Карл проинспектировал местные больницы и госпитали, во время чего заразился сыпным тифом. Через пять дней болезни эрцгерцог скончался в возрасте 28 лет. Похоронен в моденской церкви Святого Викентия.

## Семья
4 октября 1847 года во дворце Шёнбрунн в Вене Фердинанд Карл вступает в брак с Елизаветой Австрийской (1831—1903), дочерью эрцгерцога Йозефа Антона Иоганна. В этом браке в 1849 году родилась девочка, Мария-Тереза (1849—1919). В 1868 году она вышла замуж за короля Баварии Людвига III (1845—1921).

## Награды
Среди прочих, эрцгерцог Фердинанд Карл был кавалером (рыцарем) следующих орденов: австрийского ордена Золотого руна, прусских орденов Красного и Чёрного орла, саксонского ордена Рутовой короны, гессенского ордена Людвига.